# نوتو
نوتو (بالإيطالية: Noto)‏ أو نُوطُس أو نوطيس مدينة بمقاطعة سرقوسة بصقلية (إيطاليا).

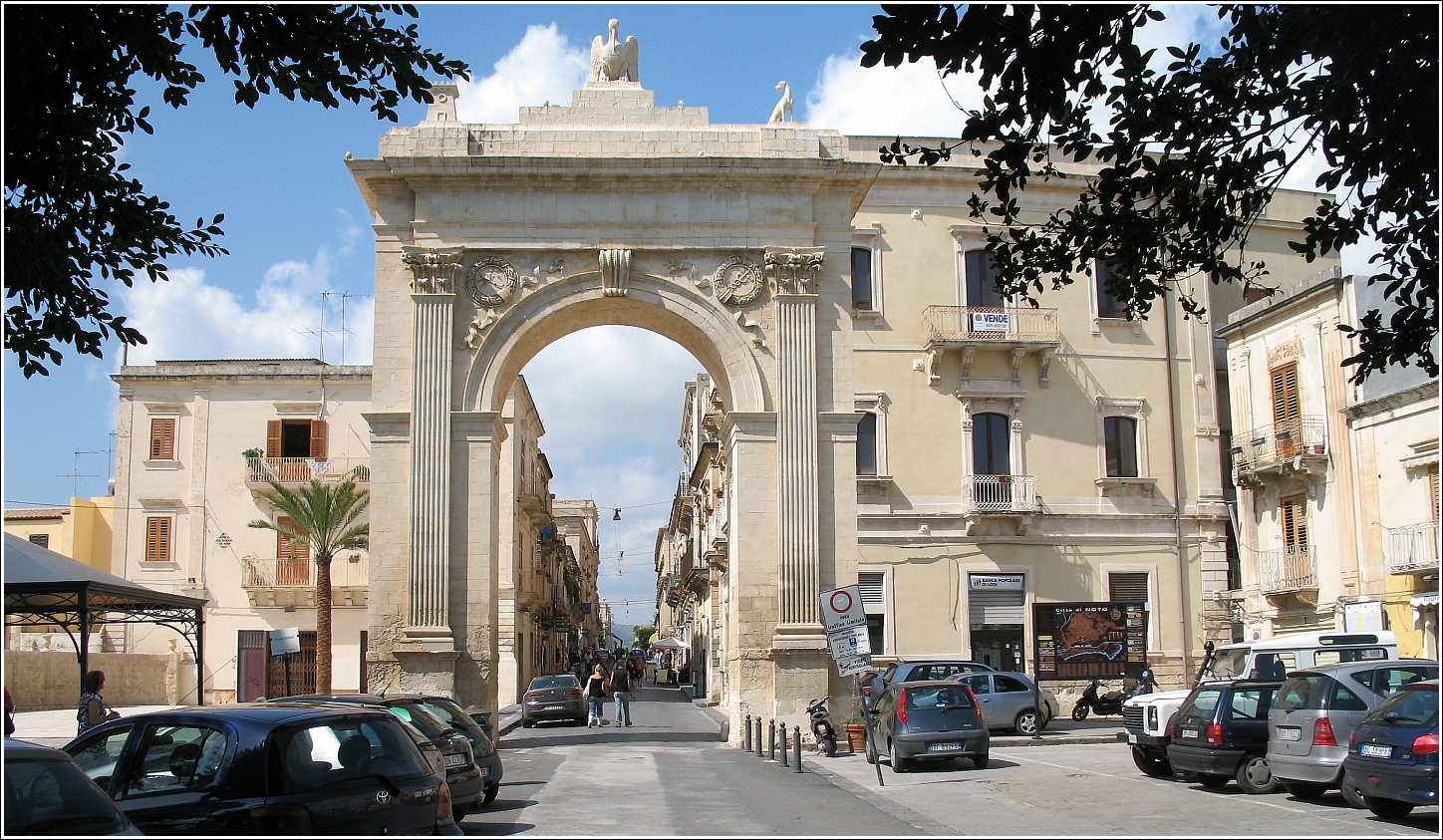
Porta Reale

## السكان
في سنة 1861 بلغ عدد السكان 12٬836 نسمة، وتطور العدد ليصل في سنة 2011 لـ 23٬704 نسمة.
يظهر هذا المخطط البياني تطور النمو السكاني لـ نوتو

## توأمة
لنوتو اتفاقيات توأمة مع:
- بومبي

## أعلام
- ابن حمديس
- ماركو باسيلي